# Märsta
Märsta is een voorstad van Stockholm, en behoort tot de regio Groot-Stockholm. Het behoort tevens tot de gemeente Sigtuna, waar het ook de hoofdplaats van is. In 2005 had de plaats 22.548 inwoners en een oppervlakte van 731 hectare. De plaats ligt in het landschap Uppland en de provincie Stockholms län. Märsta heeft een goede treinverbinding met Stockholm (het centrum van Stockholm ligt 37 kilometer naar het zuiden). In de voorstad hebben zich immigranten uit de Arabische wereld gevestigd. Vooral na de aanslag in Stockholm in 2017 staat de stad bekend als probleemgebied. De dader van de aanslag kwam uit deze wijk. Ook de Belgische terrorist Mohamed Aziz Belkaid woonde in deze stad.

## Verkeer en vervoer
Bij de plaats lopen de E4, Länsväg 255, Länsväg 263 en Länsväg 273.
Het grootste vliegveld van Zweden, Arlanda, ligt nabij de plaats.
De plaats heeft een station aan de spoorlijn Stockholm - Sundsvall en vroeger ook aan de spoorlijn Stockholm - Arlanda.

## Geboren
- Kristofer Kamiyasu (1975), acteur